# Kunadacs
Kunadacs là một thị trấn thuộc hạt Bács-Kiskun, Hungary. Thị trấn này có diện tích 89,9 km², dân số năm 2010 là 1593 người, mật độ 18 người/km².